# Glyptothorax exodon
Glyptothorax exodon és una espècie de peix de la família dels sisòrids i de l'ordre dels siluriformes.

## Morfologia
Els mascles poden assolir els 6,3 cm de llargària total.

## Distribució geogràfica
Es troba a l'oest de Borneo.